# دومین بی‌زیپ
دومین زیپ لوسینی بازی (انگلیسی: Basic Leucine Zipper Domain) که به‌اختصار به آن «دومین بی‌زیپ» (انگلیسی: bZIP domain) می‌گویند، یک دومین پروتئینی است که در بسیاری از پروتئین‌های متصل‌شونده به دی‌ان‌ای در یوکاریوت‌ها یافت می‌شود. بخشی از این دومین، حاویِ ناحیه‌ای است که خواصِ چسبندگی به توالی‌هایِ خاصِ بازی در رشته‌های دی‌ان‌ای را داراست و بخش دیگری نیز، یک زیپ لوسین است که برای دیمریزاسیون (در کنارهم نگه‌داشتنِ) دو رشتهٔ دی‌ان‌ای ضروری است. آن بخش متصل‌شونده به دی‌ان‌ای دارای چند اسید آمینه بازی (قلیایی) همچون آرژینین و لیزین است. پروتئین‌هایی که دارای دومینِ bZIP باشند، نوعی فاکتور رونویسی محسوب می‌شوند.